# A Doktor (televíziós műsor)
A Doktor magyar egészségügyi show-műsor. Műfaját tekintve Magyarországon egyedülálló. Az első epizódot 2012. március 3-án vetítették a Hálózat TV-n. A műsor első évada 15 epizódból állt, heti rendszerességgel került képernyőre.

## A műsor célja
A Doktor című új kórházsorozatot azzal a szándékkal készítették, hogy életszerűen hozza közelebb a beteget az orvoshoz, a két „tábor” közötti ellentétet, feszültséget oldja. A műsor célja továbbá, hogy a televízió előtt helyet foglaló néző egyszerű, hétköznapi megfogalmazásban ismerhesse meg a sokakat sújtó betegségek tüneteit, azok kezelését.

## Epizódok
- S01E01 Orvosmeteorológia
- S01E02 Colon hidroterápia
- S01E03 Pikkelysömör
- S01E04 Elhízás 1. rész
- S01E05 Termográfiai vizsgálat
- S01E06 Pollenallergia
- S01E07 Érelmeszesedés
- S01E08 Hátfájás-lumbágó
- S01E09 Lúdtalp
- S01E10 Agyi keringési zavar
- S01E11 Elhízás 2. rész
- S01E12 Szöveti keringési zavar
- S01E13 Manager szűrés
- S01E14 Dohányzás
- S01E15 Csontritkulás

## Állandó szereplők
- Műsorvezető: Beleznay Endre színművész
- A Doktor: dr. Szegheő Péter